# Britney: The Videos
Britney: The Videos je uradni DVD, ki ga je 20. novembra 2001 izdala pop pevka Britney Spears. Vključuje tri videospote (»I'm a Slave 4 U«, »Don't Let Me Be the Last to Know« in »I'm Not a Girl, Not Yet a Woman«), kombinirano z galerijo slik s snemanja njenega debitantskega filma Več kot dekle in z njenega snemanja za naslovnico revije Vogue, videospote za pesem, vključeno v film Več kot dekle, »Overprotected« ter njeno reklamo »Veselje do Pepsija« ter reklamo za HBO-jev TV program Britney Spears: Live from Las Vegas. Nastop s pesmijo »I'm a Slave 4 U« na podelitvi nagrad MTV Video Music Awards (tudi vključen) se zaključi z Britney Spears in kačo.
DVD je zasedel prvo mesto na seznamu najbolje prodajanih DVD-jev v Združenih državah Amerike v prvem tednu od izida, s čimer je postal prvi DVD Britney Spears, ki je na lestvici v ZDA zasedel prvo mesto. DVD je na prvem mestu lestvice ostal dva tedna in kasneje prejel dvakratno platinasto certifikacijo, po svetu pa je prodal več kot 300.000 kopij izvodov.

## Vključeno v DVD

### Tehnični dodatki
- Podnapisi na voljo: Angleščina
- Avdio pesmi na voljo:
  - Angleščina (Dolby Digital 5.1),
  - Angleščina (Dolby Digital 2.0 Stereo)

### Vsebina
- Videospoti:

1.  »Don't Let Me Be the Last to Know«
2.  »I'm a Slave 4 U«
3.  »I'm Not a Girl, Not Yet a Woman« (vključeno samo na ameriški DVD)

- Nastopi v živo:

1.  »I'm a Slave 4 U« v živo s podelitve nagrad MTV Video Music Awards leta 2001.
2.  »Overprotected« z odlomki iz filma Več kot dekle
3. »I'm Not a Girl, Not Yet a Woman« v živo iz severnega Sydneyja (vključeno samo na britanski & japonski DVD)

- Za kamerami:

1. Britney pozira (snemanje za revijo Vogue)
2. Ustvarjanje filma Več kot dekle

- Reklame:

1. »Veselje do Pepsija«
2. HBO predstavlja: Britney Spears: Live from Las Vegas